# 莫拉德鲁维耶洛斯
莫拉德鲁维耶洛斯，是西班牙阿拉贡自治区特鲁埃尔省的一个市镇。总面积166平方公里，总人口1359人（2001年），人口密度8人/平方公里。